# Viliam Kováčik
Viliam Kováčik (16. listopadu 1926 - 2005) byl slovenský fotbalový trenér.

## Trenérská kariéra
V československé lize působil v jarní části sezóny 1980/81 a v podzimní části sezóny 1981/82 jako trenér Dukly Banská Bystrica. V sezóně 1977/78 byl ve stejném týmu asistentem Oldřicha Břízy.